# Suså Festival
Suså Festival for ny dansk kompositionsmusik blev undfanget som idé i løbet af 1992, og den første festival afholdt i weekenden 21. og 22. august 1993 på Susåskolen i Skelby på Sydsjælland. I 2017 fejrede Suså Festival sit 25-års-jubilæum, og året efter, i 2018, blev den sidste festival afholdt.
Projektet blev planlagt og sat i værk af Anne Kristine Smith, skoleleder, klassisk violinist, tidligere medlem af Statens Musikråd og tidligere formand for Storstrøms Amtsmusikudvalg, og hendes mand, komponisten Hans-Henrik Nordstrøm. Fra år 2000 blev den kunstneriske ledelse udvidet med komponisten Erik Højsgaard, der i 2002 afløstes af guitaristen Per Dybro Sørensen. I 2009 blev den kunstneriske ledelse udvidet med Marie Wärme. Henrik Bay Hansen afløste Per Dybro Sørensen i 2013. Anna Klett afløste Marie Wärme i 2016. 
Formålet med festivalen var at præsentere ny eller nyere dansk kompositionsmusik i den klassiske tradition i uformelle og anderledes omgivelser for et publikum, der ikke normalt mødte den slags musik. Succeskriteriet for den første festival var, at ca. 50 mennesker mødte frem til de 4 koncerter, som blev afviklet i løbet af lørdag og søndag. Det viste sig, at der kom 272 betalende gæster med et gennemsnit på ca. 70 tilhørere pr. koncert.
Festivalen finansieredes af støttemedlemmer, private og offentlige tilskud samt billetindtægter, og havde gennem årene et stigende publikum. I 2017 var der 498 betalende gæster, og der har gennem årene været et voksende antal unge tilhørere rekrutteret fra musikholdene på højt niveau på egnens gymnasier, samt elever fra musikskolernes Musikalske Grundkurser. Denne publikumsudvikling arbejdede Suså Festival bevidst med siden 1995, først i samarbejde med Levende Musik i Skolen, siden i eget regi. Publikumstallet var i 2006 blevet så stort, at de intime lokaler i Skelby ikke mere var egnede, og festivalen blev fra 2007 flyttet til Grønnegades Kaserne i Næstved, hvor der er indrettet koncertsal med faciliteter for musikere, teknikere og publikum. Festivalens flytning gav samtidig mulighed for at inddrage nye elementer såsom musikdramatik, forfatterkoncerter, unge spiller nyt, dans osv.
Blandt de medvirkende det første år var Storstrøms Kammerensemble, og de optrådte fortsat med mellemrum, og kan høres på en CD med liveoptagelser fra festivalerne. De øvrige optrædende har af pladshensyn fortrinsvis bestået af mindre ensembler, men også andre basisensembler såsom Det Jyske Ensemble og Esbjerg Ensemblet samt Århus Sinfonietta har flittigt gæstet festivalen.
Programmet bestod de første mange år udelukkende af dansk musik af nulevende komponister; for at etablere Det Gyldne Møde mellem musikere, komponister og tilhørere var komponisterne ofte selv til stede ved koncerten, og i det omfang, det har været muligt, har der været afholdt Mød komponisten-arrangementer i forbindelse med festivalen.
I 2006 åbnedes det første Vindue mod Norden, i første omgang mod Sverige, og i 2007 var der et Vindue mod Island med islandsk musik som en del af festivalen, der også var udvidet med 2 koncerter om fredagen. Fra 2010 åbnedes Vinduet mod resten af Europa og i jubilæumsåret 2017 valgte festivalen at se hjemad og åbne et Vindue mod Danmark. Flere gange er tidligere Vindue mod ensembler vendt tilbage til Suså Festival i efterfølgende år som del af det almindelige program.

## Komponisterne
I alt over 300 komponister er blevet præsenteret på Suså Festival.
Herunder en liste over de komponister, som blev præsenteret under de første femten festivaler 1993-2007:
| - Hans Abrahamsen - Birgitte Alsted - Eblis Álvarez - Bo Andersen - Martin Stig Andersen - Juraj Benes - Niels Viggo Bentzon - Gunnar Berg - Kristian Blak - Tróndur Bogason - Axel Borup-Jørgensen - Peter Bruun - Anders Brødsgaard - Ole Buck - Jeppe Just Christensen - Mogens Christensen - Simon Christensen - Henning Christiansen - Henrik Colding-Jørgensen - Niels la Cour - Morten Skovgaard Danielsen - Carsten Bo Eriksen | - John Frandsen - Ivar Frounberg - Karsten Fundal - Fuzzy - Lars Graugaard - Pelle Gudmundsen-Holmgreen - Hugi Guðmundsson - Eyvind Gulbrandsen - Bo Gunge - Flemming Chr. Hansen - Edina Hadziselimovic - Svend Hedegaard - Lars Hegaard - Jesper Hendze - Juliana Hodkinson - Mogens Winkel Holm - Vagn Holmboe - Jexper Holmen - Kay Holmquist - Anders Hultqvist - Erik Højsgaard - Jens Hørsving - Atli Ingólfsson | - Kasper Jarnum - Jørgen Jersild - Bo Lundby Jæger - Klaus Ib Jørgensen - Ejnar Kanding - Lars Klit - Jesper Koch - Eva Noer Kondrup - Herman D. Koppel - Gunnar Andreas Kristinsson - Tore Bjørn Larsen - Lasse Laursen - Bernhard Lewkovitch - Martin Lohse - Bent Lorentzen - Jens Voigt Lund - Jan Maegaard - Miklós Maros - Niels Marthinsen - Jørgen Messerschmidt - Svend Nielsen - Svend Hvidtfelt Nielsen - Tage Nielsen | - Leo Nilsson - Erik Norby - Arne Nordheim - Anders Nordentoft - Hans-Henrik Nordstrøm - Kent Nyman - Morten Nyord - Michael Nyvang - Helmer Nørgaard - Per Nørgård - Ib Nørholm - Thomas Agerfeldt Olesen - Morten Olsen - Poul Rovsing Olsen - Kent Olufsson - Østen Mikal Ore - Steen Pade - Gunner Møller Pedersen - Folke Rabe - Karl Aage Rasmussen | - Sunleif Rasmussen - Knud Riishøjgaard - De Steingrimur Rohloff - Matthias Ronnefeld - Niels Rosing-Schow - Poul Ruders - Niels Rønsholdt - Wayne Siegel - Helle Solberg - Simon Steen-Andersen - Bent Sørensen - Atli Heimir Sveinsson - Hans P. Stubbe Teglbjærg - Leifur Þórarinsson - Haukur Tómasson - Sven Erik Werner - Alexander Zapolski - Hanne Ørvad - Svend Aaquist |

Der er i alt opført ca. 710 værker, heraf var mindst 115 uropførelser.

## Oversigt over Vindue mod...
2006 Vindue mod Sverige - gæsteensemble Ars Nova Sinfonietta Malmö
2007 Vindue mod Island - gæsteensemble Caput Ensemble
2008 Vindue mod Norge - gæsteensemble Cikada
2009 Vindue mod Finland - gæsteensemble Uusinta Ensemble
2010 Vindue mod Polen - gæsteensemble an_ARCHE NewMusicEnsemble
2011 Vindue mod Tyskland - gæsteensemble Ensemble 01 Arkiveret 12. februar 2017 hos  Wayback Machine
2012 Vindue mod Frankrig - gæsteensemble Ensemble Alternance
2013 Vindue mod Grækenland - gæsteensemble Ergon Ensemble Arkiveret 17. august 2017 hos  Wayback Machine
2014 Vindue mod Italien - gæsteensemble Ex Novo
2015 Vindue mod Spanien - gæsteensemble Smash Ensemble
2016 Vindue mod Portugal - gæsteensemble Grupo de Música Contemporânea de Lisboa
2017 Vindue mod Danmark - gæsteensemble Athelas Sinfonietta Copenhagen Arkiveret 6. december 2020 hos  Wayback Machine og Aarhus Sinfonietta

## CD-udgivelser
1998 Ny Musik i Suså på forlaget Classico
2005 Ny Musik i Suså 2 på forlaget Classico
2011 Suså 3 på forlaget Tutl
2017 Suså 4 på forlaget CDKlassisk Arkiveret 7. februar 2019 hos  Wayback Machine